# Bathyhippolyte yaldwyni
Bathyhippolyte yaldwyni is een garnalensoort uit de familie van de Hippolytidae. De wetenschappelijke naam van de soort is voor het eerst geldig gepubliceerd in 1970 door Hayashi & Miyake.